# سترونیا (پنسیلوانیا)
سترونیا (به انگلیسی: Cetronia) یک منطقهٔ مسکونی در ایالات متحده آمریکا است که در پنسیلوانیا واقع شده‌است. سترونیا ۲٬۱۱۵ نفر جمعیت دارد.